# Wilde lijsterbes
De wilde lijsterbes (Sorbus aucuparia) is een zeer winterharde boom uit de rozenfamilie (Rosaceae). De boom wordt vaak aangeplant. De wilde lijsterbes komt voor in Noord-Europa, in de bergen van Zuid-Europa en in Zuidwest-Azië. In Engeland en in Scandinavië worden de bessen in het wild geplukt voor consumptie.

## Naam
De boom wordt lijsterbes genoemd omdat lijsters en andere vogels dol op de bessen zijn. De plant zorgt namelijk voor een goede voedselvoorziening voor vogels vanwege de lange periode met bessen. Verder trekken de bloemen in de zomer veel insecten en vooral veel wespen aan, die op het menu staan van veel vinken. Bovendien is de lijsterbes een zeer geschikte plek voor vogels om te broeden vanwege de dichte boomstructuur.
De soortaanduiding aucuparia komt van het Latijnse woord aucupor (vogelvangst). Er werden namelijk veel vogels gevangen bij dat soort bomen.

## Kenmerken
De lijsterbes is een struik of boom (tot 20 m) met open kroon. De boom heeft een slanke stam en sterk gebogen takken.
De samengestelde, onevengeveerde bladeren zijn veervormig met negen tot zeventien blaadjes, die 2–6 cm lang zijn. De 5-7 × 1-1,5 cm grote bladeren zijn ovaal tot langwerpig en staan in zes tot acht paren. De blaadjes hebben, behalve bij het onderste stukje, een scherp gezaagde bladrand en een spitse top. De bladkleur is bovenaan dof groen, terwijl de onderkant grijsgroen is. In de herfst kleuren de bladeren geeloranje tot rood.
De boom bloeit in mei en juni met 0,8–1 cm grote, crèmewitte bloemen in veelbloemige tuilen die sterk geuren. De lijsterbes draagt als de vruchten rijp zijn 0,6–1 cm grote, oranjerode, bolvormige vruchten. Deze worden rijp in augustus.
De lijsterbesboom stelt geen specifieke eisen aan de ondergrond noch aan de weersomstandigheden. Men kan hem tot bijna 1200 meter hoogte aantreffen.

## Ecologische betekenis
Omdat de wilde lijsterbes erg winterhard is, was het een van de eerste bomen die na de ijstijd in de Benelux voorkwamen. De plant wordt door insecten bestoven en de verspreiding van de zaden vindt vooral plaats door vogels die de bessen hebben geconsumeerd.

## Plantengemeenschap
De wilde lijsterbes is een kensoort voor het zomereik-verbond (Quercion roboris). De boom komt voor in bossen en houtwallen.

## Gebruik
Het hout van de lijsterbes is tamelijk hard, buigzaam en elastisch, maar gaat vrij snel kapot. Het is bruikbaar voor draai- en snijwerk, vaten, vezelplaten. Schors en loof bevatten een hoog gehalte aan looizuur. Specifiek voor houtproductie hebben ze over het algemeen te kleine afmetingen of komen ze in te geringe aantallen voor.
Van rijpe lijsterbessen kan jam gemaakt worden. Deze is bitter maar bevat veel vitamine C.

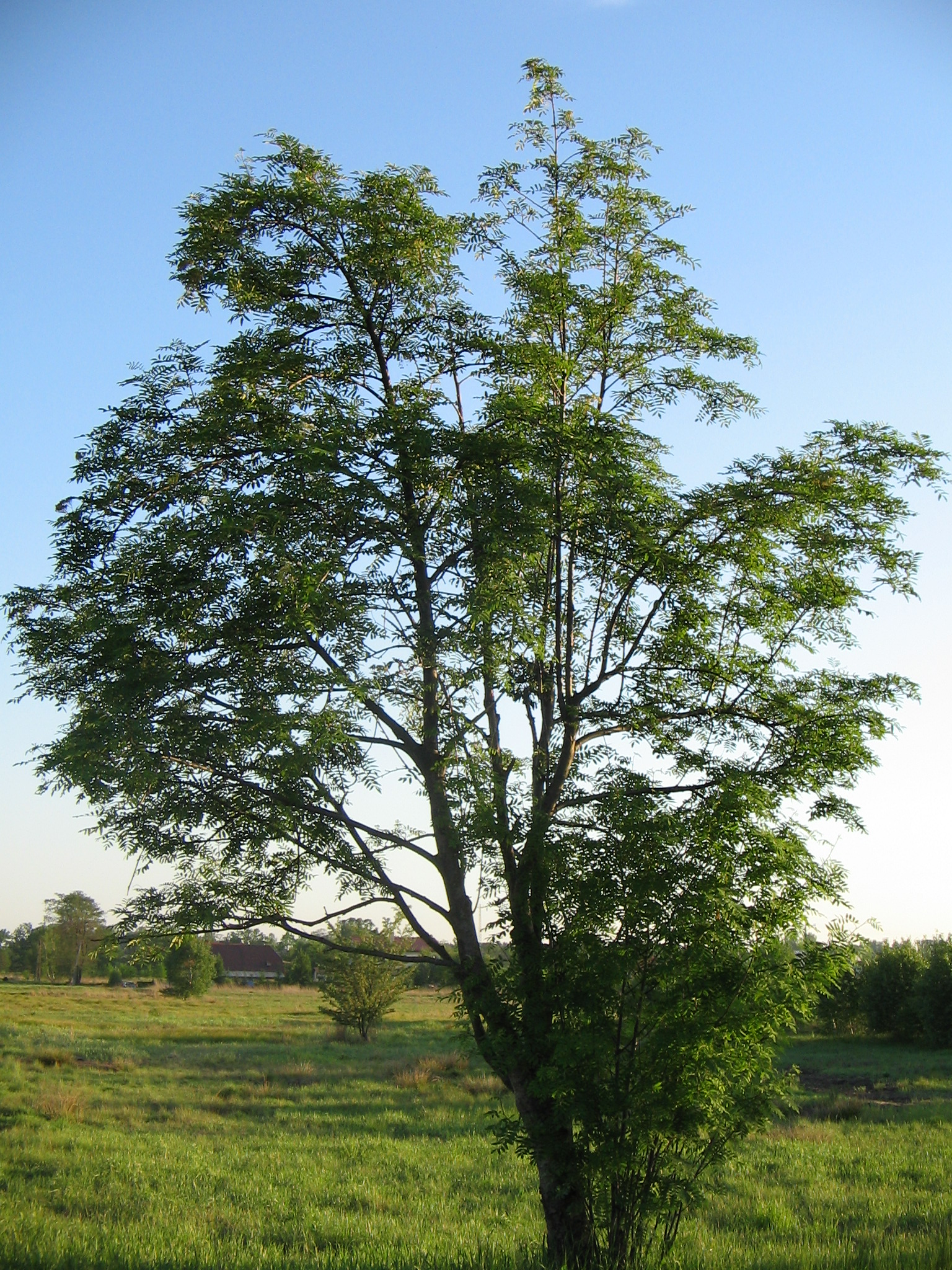
Verschijningsvorm
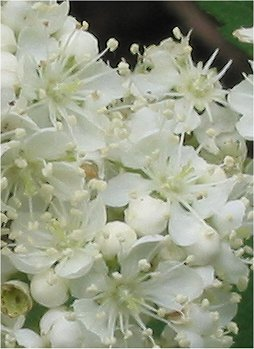
Bloesem
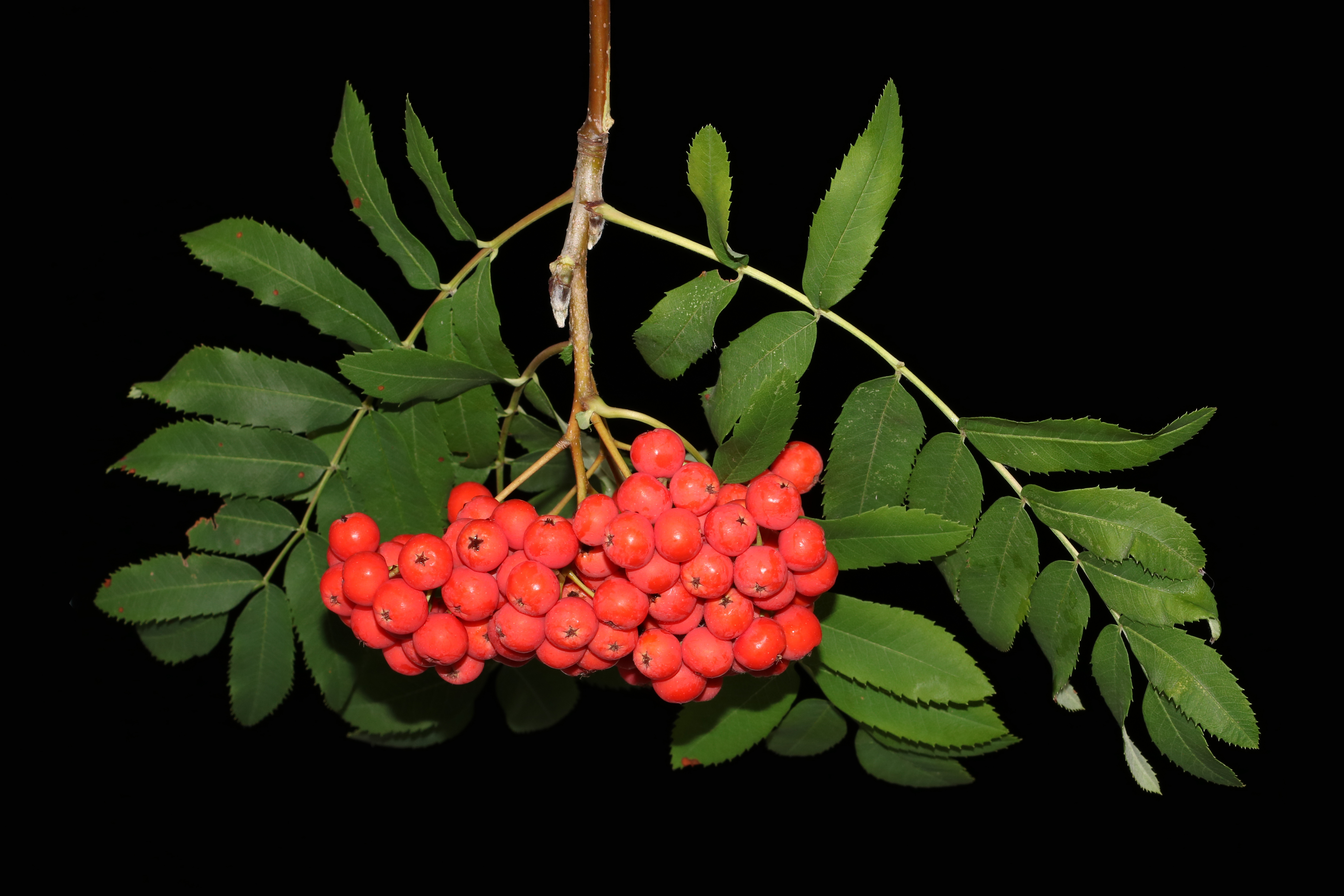
Vruchten
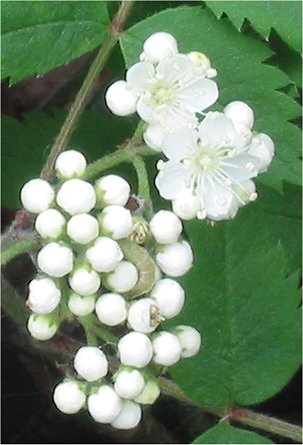
bloemen met rups
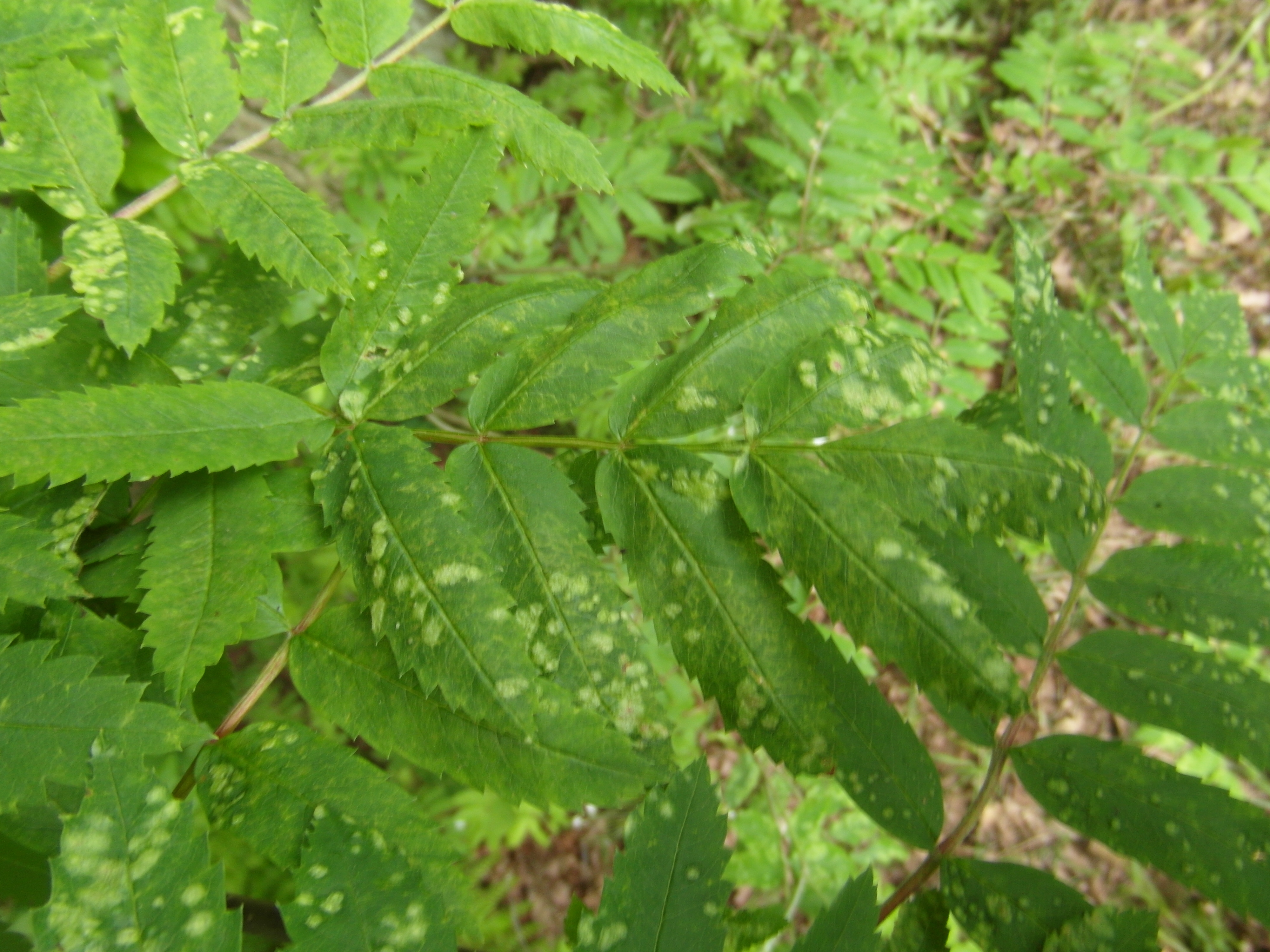
Aantasting door galmijt